# Pseudotocepheus pauliani
Pseudotocepheus pauliani är en kvalsterart som beskrevs av Balogh 1961. Pseudotocepheus pauliani ingår i släktet Pseudotocepheus och familjen Tetracondylidae. Inga underarter finns listade i Catalogue of Life.